# Ray Barbuti
Ray Barbuti (Estados Unidos, 12 de junio de 1908-8 de julio de 1988) fue un atleta estadounidense, especialista en la prueba de 4x400 m en la que llegó a ser campeón olímpico en 1928.

## Carrera deportiva
En los JJ. OO. de Ámsterdam 1928 ganó la medalla de oro en los relevos 4x100 metros, con un tiempo de 3:14.2 segundos que fue récord del mundo, llegando a meta por delante de Alemania (plata) y Canadá (bronce), siendo sus compañeros de equipo Fred Alderman, Emerson Spencer y George Baird; y también ganó la medalla de oro en los 400 metros, con un tiempo de 47.8 segundos, por delante del canadiense James Ball y del alemán Joachim Büchner.